# Peribatodes nigra
Peribatodes nigra är en fjärilsart som beskrevs av Nitsche 1941. Peribatodes nigra ingår i släktet Peribatodes och familjen mätare. Inga underarter finns listade i Catalogue of Life.